# 南城市立久高中学校
南城市立久高中学校（なんじょうしりつ くだかちゅうがっこう）は、沖縄県南城市にある市立中学校。小中併置校である。

## 通学区域
知念字久高（久高島）